# ジェームズ・フローリー
ジェームズ・フローリー（James Frawley、1936年9月29日 - 2019年1月22日）は、アメリカ合衆国の映画監督。

## 作品
- グレイズ・アナトミー（シーズン3～5）
- プライベート・プラクティス 迷えるオトナたち（シーズン2）
- おてんば探偵ナンシー・ドリュー
- ヤング・スーパーマン シーズン1
- 3ばか大将／芸に賭けた男たち
- 欲しがる女
- クリスマスの2日目／プレゼントは期限つき?
- ハリソンのNY事件簿2／偽証のプロセス
- ハリソンのNY事件簿／沈黙の容疑者
- ミッドナイト・ラン1 にくめない詐欺師
- 女刑事キャグニー&レイシー／ザ・リターン
- 刑事コロンボ／攻撃命令
- 刑事コロンボ／死者のメッセージ
- 刑事コロンボ／秒読みの殺人
- 刑事コロンボ’90／黒いドレスの娼婦
- 刑事コロンボ’90／予期せぬシナリオ
- 新・刑事コロンボ／殺意のキャンバス
- バージンバケーション/ボクのナンパマニュアル教えます　Fraternity Vacation（1985年）
- フェアリー・テール・シアター／ヘンゼルとグレーテル
- フリーウェイ・クラッシュ!
- マペットの夢みるハリウッド
- 弾丸特急ジェット・バス
- おたずね者キッド・ブルー／逃亡！列車強盗
- センターコートの幻影
- ザ・モンキーズ